# Machaonia brasiliensis
Machaonia brasiliensis là một loài thực vật có hoa trong họ Thiến thảo. Loài này được (Hoffmanss. ex Humb.) Cham. & Schltdl. mô tả khoa học đầu tiên năm 1829.